# Vlag van Harenkarspel

Vlag van de gemeente Harenkarspel
(1990-2013)

Voorgaande vlag (1973-1990)

De vlag van Harenkarspel is op 4 december 1990 vastgesteld als de gemeentelijke vlag van de Noord-Hollandse gemeente Harenkarspel. De vlag bestaat uit vier gelijke vlakken, waarbij de vlakken linksboven en rechtsonder rood zijn en de andere vlakken blauw. De vormgeving van de vlag is afgeleid van het gemeentewapen. Het gemeentelijk dundoek bleef tot 1 januari 2013 in gebruik, op die dag is de gemeente opgegaan in de gemeente Schagen.

## Eerdere vlag
Op 31 augustus 1973 werd een eerdere vlag aangenomen, welke als volgt kan worden beschreven:
Een broeking van blauw en geel, met op het blauw een gele vis, en op het geel een rode hoorn met band; en een vlucht van 10 banen geel-blauw-geel-blauw-geel-rood-geel-rood-geel-rood.
De vis en de posthoorn waren ontleend aan het gemeentewapen, evenals de kleuren.

## Verwante afbeeldingen

Wapen van Harenkarspel

Akersloot
· Andijk
· Anna Paulowna 
· Assendelft 
· Beemster 
· Bennebroek 
· Blokker 
· Broek in Waterland 
· Bussum 
· Callantsoog 
· Edam 
· Egmond 
· Egmond aan Zee 
· Egmond-Binnen 
· Graft-De Rijp 
· 's-Graveland 
· Haarlemmerliede en Spaarnwoude 
· Harenkarspel 
· Heerhugowaard 
· Hensbroek 
· Hoogwoud 
· Ilpendam 
· Jisp 
· Krommenie 
· Langedijk 
· Limmen 
· Marken 
· Midwoud 
· Monnickendam 
· Muiden 
· Naarden 
· Nederhorst den Berg 
· Nibbixwoud 
· Niedorp 
· Noorder-Koggenland 
· Obdam 
· Opperdoes 
· Schermer 
· Schermerhorn 
· Schoorl 
· Sint Maarten 
· Terschelling 
· Terschelling en Vlieland 
· Twisk 
· Venhuizen 
· Vlieland 
· Warmenhuizen
· Weesp
· Wervershoof 
· Wester-Koggenland 
· Westwoud 
· Westzaan 
· Wieringen 
· Wieringermeer 
· Wijdewormer 
· Wognum 
· Wormer 
· Wormerveer 
· Zaandam 
· Zaandijk 
· Zeevang 
· Zijpe